# Élections générales péruviennes de 1963
Les élections générales péruviennes pour la période 1963-1969 se déroulèrent le 9 juin 1963 afin de renouveler entièrement le pouvoir exécutif et le pouvoir législatif.
Lors de ces élections, Fernando Belaúnde Terry fut élu pour son premier mandat.

## Contexte
Après un coup d’État qui avait interrompu les précédentes élections de 1962, le dictateur Nicolás Lindley López, convoqua de nouvelles élections générales.

## Candidatures
- Fernando Belaúnde Terry pour Action populaire
- Víctor Raúl Haya de la Torre pour le Alliance populaire révolutionnaire américaine
- Manuel A. Odría pour l’Union nationale odriiste
- Mario Samamé Boggio pour l’Union populaire péruvienne

## Résultats
- Fernando Belaúnde Terry 39,1 %
- Víctor Raúl Haya de la Torre 34,4 %
- Manuel A. Odría 25,5 %
- Mario Samamé Boggio 1,1 %

Allié avec les démocrates-chrétiens et disposant de l’appui officieux du parti communiste, Fernando Belaúnde Terry fut élu pour son premier mandat. Mais il n’avait pas la majorité au Congrès de la République face aux deux autres partis qui s’étaient alliés. Il sera renversé en 1968 par Juan Velasco Alvarado, moins d’un an avant la fin de son mandat. Il faudra attendre 17 ans et la fin du régime militaire pour que de nouvelles élections soient organisées dans le pays.